# Can Volard
|  | Per a altres significats, vegeu «Can Volard (Cànoves i Samalús)». |

Can Volard és una masia a mig camí dels nuclis de Cardedeu i Cànoves (el Vallès Oriental) protegida com a bé cultural d'interès local. Masia de planta basilical, amb pis i golfes. La porta antigament era amb volta de dovelles o llinda de carreus, ara d'arc pla amb ràfec de teules. A l'esquerra hi ha la porta de l'estable. Algunes finestres tenen carreus motllurats, i d'altres amb motllura de maons. Dues amb llinda de fusta. Hi ha un rellotge de sol data en el 1933. Algunes finestres estan tapiades. Pati tancat amb porxo. La façana està deixada, però la casa està molt arreglada per dins, i s'entra per una porta dissimulada a la banda oest.
El 1276 el prior de Casserres firmà un precari a Pere Voulart i sa mare Elisenda, del mas Voulart, que el monestir té a Cardedeu, al lloc de Sant Hilari, amb diferents peces de terra (Arxiu Balvey).